# بخش پونتواز
بخش پونتواز (به فرانسوی: Arrondissement de Pontoise) یک بخش در فرانسه است که در ول-دوآز واقع شده‌است.